# Concurs de frumusețe

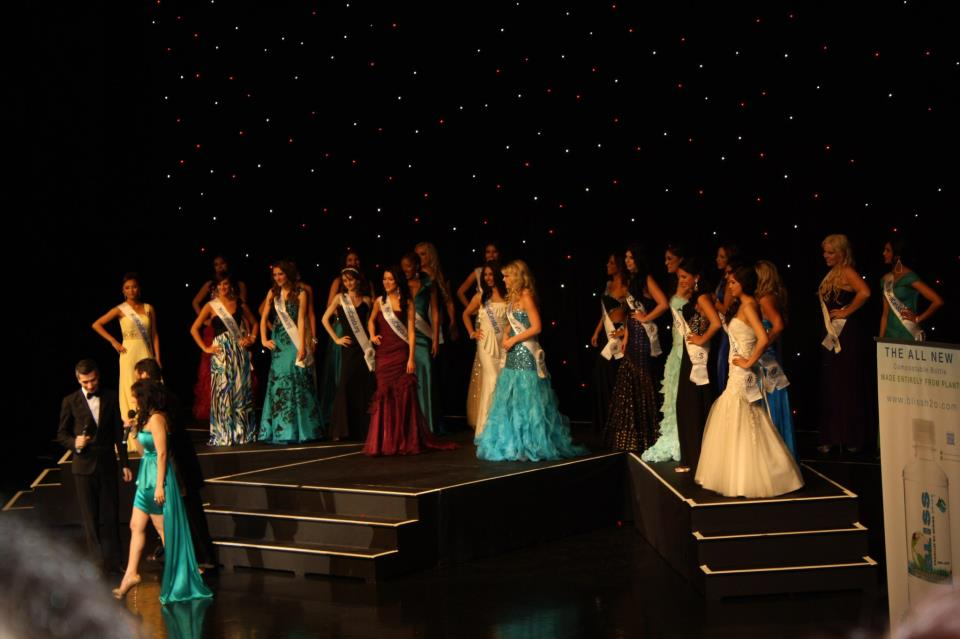
Prezentare tipică la un concurs de frumusețe

Concursul de frumusețe constă prin acumularea unor puncte acordate de o comisie care apreciează după anumiți parametri frumusțea corporală a concurentei sau a concurentului. Câștigătorul concursului primește un premiu care constă dintr-o sumă de bani, dar avantajul cel mai important reclama care este un avantaj enorm. Cel mai cunoscut concurs de frumusețe este Miss World care desemnează câștigătoarea concursului de frumusețe pe lume.

## Cele mai importante concursuri internaționale

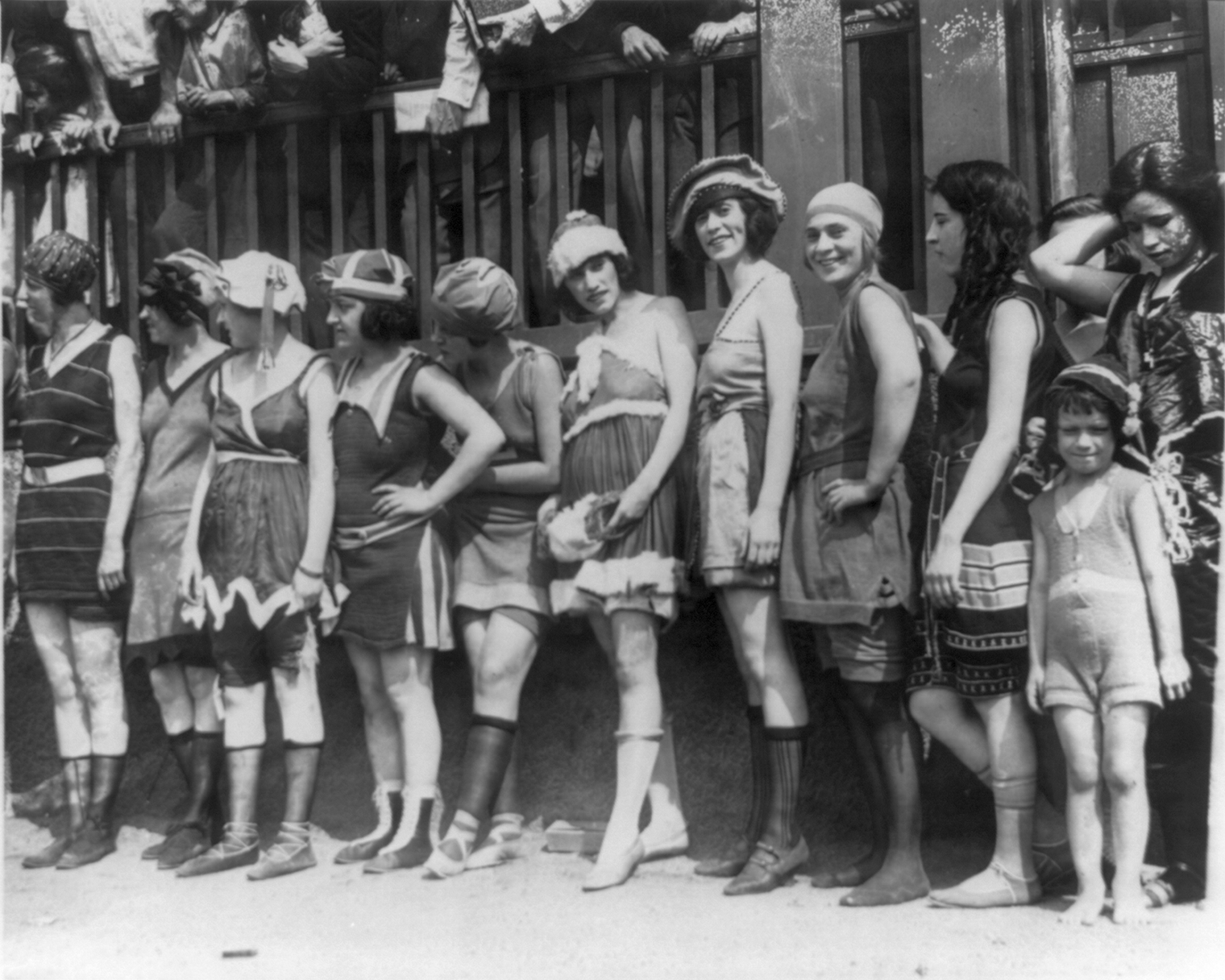
Concurs de frumusețe în costume de baie, SUA, 1920

După numărul de candidați acestea cinci sunt cele mai importante concursuri internaționale:
|      | Miss World | Miss Universe | Miss International | Miss Intercontinental | Miss Earth |
| ---- | ---------- | ------------- | ------------------ | --------------------- | ---------- |
| Anul | din 1951   | din 1952      | din 1960           | din 1971/82           | din 2001   |
| 2001 | 093        | 77            | 52                 | 33                    | 42         |
| 2002 | 088        | 75            | 47                 | 33                    | 53         |
| 2003 | 106        | 71            | 45                 | 34                    | 57         |
| 2004 | 107        | 80            | 58                 | 54                    | 61         |
| 2005 | 102        | 81            | 52                 | 61                    | 80         |
| 2006 | 104        | 86            | 59                 | 45                    | 82         |
| 2007 | 106        | 77            | 61                 | 41                    | 88         |